# 정원 종류
아래는 정원의 종류 목록이다.

## 나라 기원에 따라
- 중국 정원
  - 영남원림
  - 쓰촨 정원
- 네덜란드 정원
- 고대 이집트
- 잉글랜드 정원
  - 잉글랜드 조경 공원
- 프랑스 정원
  - 프랑스식 정원
  - 프랑스식 조경 정원
  - 프랑스식 르네상스 정원
- 독일 정원
- 그리스 정원
- 인도 정원
  - 무굴 정원
- 이탈리아 정원
  - 이탈리아식 르네상스 정원
- 일본 정원
  - 가레산스이
  - 노지
  - 츠보니와
- 한국의 정원
- 페르시아 정원
  - 차르바그
  - 낙원정원
- 스페인 정원
  - 안달루시안 파티오
- 미국 정원
  - 식민지식 복고 정원

## 역사적 제국에 따라
- 비잔틴 정원
- 무굴 정원
- 페르시아 정원
- 고대 로마의 정원

## 종교에 따라
- 바하이 정원
- 성경정원
- 이슬람 정원
- 마리아 정원
- 종교정원

## 기타
- 아쿠아스케이프
- 백 가든
- 바로크 정원
- 보그 가든

  - 고산정원
  - 수목원
  - 종려나무숲(Palmetum)
- 보틀 가든
- 나비 원예
- 선인장 정원
- 차르바그
- 컬러 가든
- 커뮤니티 가든
  - 시민농장
  - 공용정원
  - 가든 셰어링
- 컨테이너 가든
- 코티지 정원
- 양치정원
- 창가 화분
- 산림 원예
- 가든 스퀘어
- 텃밭
- 매듭정원
- 미로
- 수도원 정원
- 유기농 원예
- 퍼머컬처
- 약초 재배원
- 낙원정원
- 유람지
- 폴리네이터 가든
- 빗물정원
- 암석원
- 옥상정원
  - 옥상녹화
- 장미원
- 학교정원
- 조각공원
- 셰익스피어 정원
- 차 정원
- 치료정원
- 열대정원
- 열대원예
- 도시원예
- 그린월
- 전시정원
- 월드 가든
- 수생정원
- 야생 동물 정원
- 겨울정원
- 건식조경
- 가레산스이

## 같이 보기
- 분류:정원 종류